# Тойбліц
Тойбліц (нім. Teublitz) — місто в Німеччині, розташоване в землі Баварія. Підпорядковується адміністративному округу Верхній Пфальц. Входить до складу району Швандорф.
Площа — 38,25 км2. Населення становить 7683 ос. (станом на 31 грудня 2020).